# Pasmo Brzanki
Pasmo Brzanki, nazywane także Pasmem Brzanki i Liwocza – pasmo górskie na Pogórzu Ciężkowickim, pomiędzy dolinami Białej i Wisłoki. Najwyższymi wzniesieniami są Liwocz (562 m) – jednocześnie najwyższy szczyt Pogórza Ciężkowickiego oraz Brzanka (534 m).
Pasmo Brzanki rozpoczyna się na zachodzie w widłach Białej i Rzepianki i ciągnie równoleżnikowo poprzez wzniesienia: Golanka (355 m), Nosalowa (365 m), Morgi (453 m), Brzanka (534 m), przełęcz Obraz, Góra Pasia (527 m), Wielka Góra (508 m), Kamionka (513 m), Krzyżowa Góra (479 m), Gilowa Góra (502 m), Wisowa (406 m), Rysowany Kamień (427 m), Mały Liwocz (465 m), Góra Kamińska (507 m) i Liwocz (562 m) aż do miejscowości Kołaczyce w dolinie Wisłoki na wschodzie. Tylko w jednym miejscu jest rozcięte – potok Rostówka dokonuje w nim przełomu między wzniesieniami Morgi i Nosalowa, oddzielając jego skrajną, zachodnią część z wzniesieniem Nosalowej od głównego ciągu Pasma Brzanki.
53,5% obszaru Pasma Brzanki zajmują lasy. Pozostała część to tereny zajęte przez pola uprawne i zabudowania miejscowości rozłożonych na obydwu zboczach. W obrębie lasu istnieją też polany – np. polana Morgi. Z ciekawszych form skalnych wymienić należy Ostry Kamień na Pasiej Gorze, głaz na szczycie Rysowanego Kamienia i Borówkę w Żurowej. W dolnych częściach dominują lasy mieszane sosnowo – dębowe, z domieszką jodły i buku. Na szczytach najwyższych wzniesień wykształcił się zespół roślinny żyznej buczyny karpackiej.
W 1995 roku Pasmo Brzanki zostało objęte ochroną pod postacią Parku Krajobrazowego Pasma Brzanki.

## Szlaki turystyczne

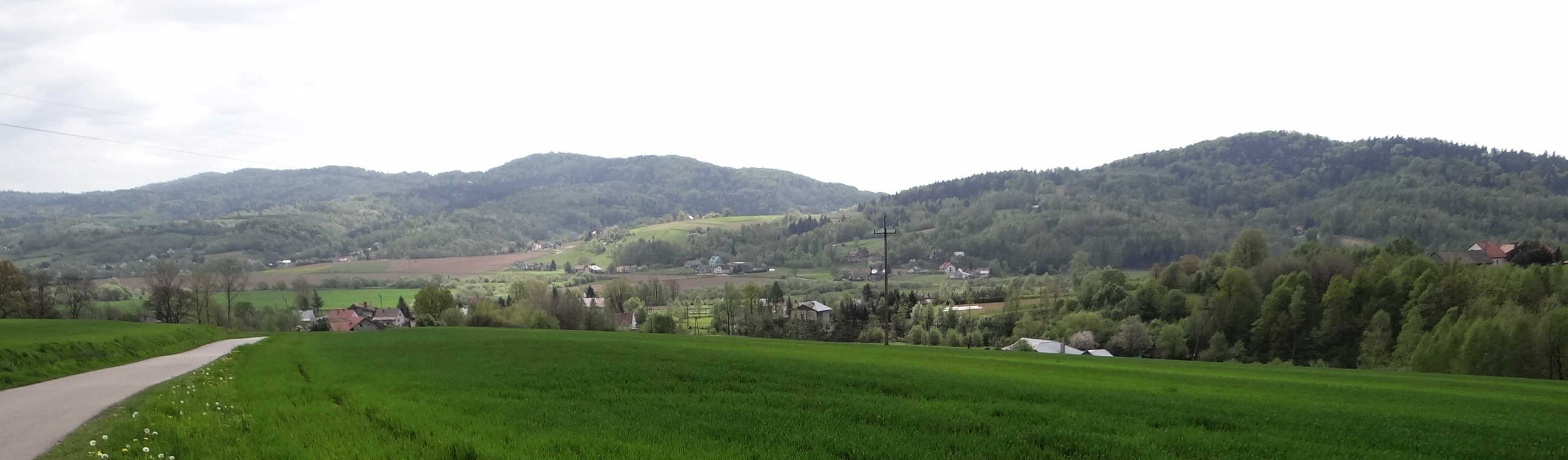
Dolina Białej i Pasmo Brzanki, widok od północnej strony (z wzgórz Chojnika)

Pasmo Brzanki pokryte jest siecią znakowanych szlaków turystycznych.
 Siedliska – Nosalowa – Brzanka – Ostry Kamień – Gilowa Góra – Liwocz – Kołaczyce;
 Tarnów – Tuchów – Brzanka – Rzepiennik Strzyżewski – Ciężkowice;
 Gromnik – Golanka – Nosalowa;
 Lubaszowa – Polana Morgi;
 Ryglice – Ostry Kamień;
 Wisowa – Żurowa;
 Jabłonica – Liwocz.
 Olszyny – Ratówki (grzbiet pasma Brzanki)

Poniżej wierzchołka Brzanki znajduje się schronisko turystyczne: Bacówka Brzanka, zbudowane w 1981 roku jako schronisko turystyki kwalifikowanej przez PTTK. Obecnie bacówka znajduje się w rękach prywatnych. Obok schroniska wybudowano wieżę widokową.